# DJ Kostek
DJ Kostek właściwie Tomasz Kościelny (ur. 1981) – polski DJ i producent muzyczny, a także prezenter telewizyjny. Wicemistrz ITF Poland 2003 i Vesstax Exstravaganza 2001, 2002, Mistrzostw Polski DMC 2001/2002. Mistrz Polski Redbull Thre3style 2012, The Best DJset na Sunrise 2009.
W latach 2002–2006 współpracował z grupą Sweet Noise. Wraz z zespołem nagrał trzy płyty: Czas ludzi cienia (2002), Revolta (2003) oraz The Triptic (2007). W 2006 roku wspólnie z DonGURALesko wydał mixtape pt. Jointy, konserwy, muzyka bez przerwy. Kościelny współpracował ponadto m.in. z takimi wykonawcami jak: Thinkadelic, Natalia Kukulska, O.S.T.R., Tede, Pih i Chada, WYP3, Fenomen, Killaz Group, K.A.S.T.A., KRS-One, Piotr Rubik.
W latach 2013–2014 prowadził program „Rap Time” emitowany na antenie stacji telewizyjnej Eska TV.

## Wybrana dyskografia
| Album                                                           | Rok  | Uwagi | Źródło |
| --------------------------------------------------------------- | ---- | --- | ------ |
| Yaro – Jazzda                                                   | 1997 | scratche w utworach „Rowery dwa”, „Funky czad”, „Deszcz deszczem” oraz „Jazzda – Dżazzda”                                    | [ 5 ]  |
| Parafun – Jedna siła jeden cel                                  | 1999 | rap w utworach „Na 2000” i „Właśnie tak”, gramofony                                                                          | [ 6 ]  |
| Thinkadelic – Obiecana ziemia                                   | 2000 | scratche w utworach „Poczekaj z zobaczysz” i „Wszystko będzie dobrze, dobrze”                                                | [ 7 ]  |
| Sweet Noise – Czas ludzi cienia                                 | 2002 | scratche | [ 8 ]  |
| DonGURALesko – Opowieści z betonowego lasu                      | 2002 | scratche w utworach „Rymmajster” i „Wycinanki”                                                                               | [ 9 ]  |
| Owal/Emcedwa – Epizod II Rapnastyk                              | 2002 | scratche w utworach „Przepraszam” i „Pełen pokus”                                                                            | [ 10 ] |
| Sweet Noise – Revolta                                           | 2003 | scratche w utworze „Preludium”                                                                                               | [ 11 ] |
| O.S.T.R. – Jazz w wolnych chwilach                              | 2003 | scratche | [ 12 ] |
| WhiteHouse – Kodex 2: Proces                                    | 2004 | scratche w utworach „Intro”, „Dziś Judaszu, wczoraj bracie”, „Kolejny raz”, „Dokładnie w twoich uszach” oraz „Chwila prawdy” | [ 13 ] |
| Pih – Krew, pot i łzy                                           | 2004 | scratche w utworach „Daję Rap Muzykę 04" i „Pocałunek śmierci”                                                               | [ 14 ] |
| DonGURALesko – Drewnianej małpy rock                            | 2005 | scratche w utworach „Intro”, „Drewnianej małpy rock” oraz „Te Typy”                                                          | [ 15 ] |
| Endefis – Być albo nie być                                      | 2005 | scratche w utworach „Być albo nie być” i „Nas nie uda ci się złamać”                                                         | [ 16 ] |
| Slums Attack – Najlepszą obroną jest atak                       | 2005 | scratche w utworze "Ile Jeszcze?!”                                                                                           | [ 17 ] |
| DonGURALesko & DJ Kostek – Jointy, konserwy, muzyka bez przerwy | 2006 | produkcja | [ 18 ] |
| Sweet Noise – The Triptic                                       | 2007 | scratche | [ 19 ] |
| Killaz Group – Operacja kocia karma                             | 2007 | scratche w utworach „Odrobine”, „Nieśmiertelne rymy” oraz „Mexyk”                                                            | [ 20 ] |
| Waldemar Kasta – 13                                             | 2009 | scratche | [ 21 ] |
| DonGURALesko – Totem leśnych ludzi                              | 2010 | scratche w utworach „Giovanni Dziadzia”, „Betonowe lasy mokną”, „Tańczymy Walczyk”, „Braga 30" oraz „Złoty Róg”              | [ 22 ] |
| Kaczor – Przyjaźń, duma, godność                                | 2010 | scratche w utworach „Łaz Boss”, „Przyjaźń, duma, godność”, „To jest”, „Poznań” oraz „To jest (Remix)”                        | [ 23 ] |
| Shellerini – PDG Gawrosz                                        | 2011 | scratche w utworze „Alkohol, tytoń i zapętlony bit”                                                                          | [ 24 ] |
| Funk Master Punk – Koniec świata                                | 2012 | realizacja nagrań, programowanie perkusji, gramofony                                                                         | [ 25 ] |
| DonGURALesko – Projekt jeden z życia moment                     | 2012 | scratche w utworze „Tulić Hajs”                                                                                              | [ 26 ] |
| Candida – Frutti Di Mare                                        | 2012 | gramofony, programowanie | [ 27 ] |

## Nagrody i wyróżnienia
| Rok  | Kategoria    | Nagroda                            | Uwagi      | Źródła |
| ---- | ------------ | ---------------------------------- | ---------- | ------ |
| 2011 | DJ Roku 2010 | Podsumowanie 2010/Poznanskirap.com | 3. miejsce | [ 28 ] |
| 2013 | DJ roku 2012 | Podsumowanie 2012/Poznanskirap.com | 5. miejsce | [ 29 ] |